# BoxRec
BoxRec eller boxrec.com er en hjemmeside dedikeret til at holde opdaterede rekordlister af professionelle boksere, både mandlige og kvindelige. Det opretholder også en MediaWiki -baseret encyklopædi af boksning.

## Grundlæggelse
Webstedet blev grundlagt af John Sheppard, en englænder og tidligere systemanalytiker for National Coal Board. Sheppard havde aldrig været til en boksekamp indtil 1995, da han var til en "Prince" Naseem Hamed kamp med Hameds ældre brødre Riath og Nabeel. Sheppard havde betragtet boksning for at være et "barbarisk og nedværdigende" spektakel og sagde: ” I sat there watching people punch each other in the head, wondering why they were doing it... I was sprayed with blood, getting more and more miserable." Sheppard forklarede dog senere: "During Naseem's fight, something clicked in my head. The subtlety of what he was doing, the genius of it all, became obvious to me. It wasn't a disgusting spectacle anymore. It was art, and I found myself cheering.
Efter Hameds splittelse med promoter Frank Warren, begyndte Sheppard at arbejde for Hamed på "Prince Promotions" i 2000. Sheppard begyndte derefter at kompilere en rekordliste af aktive britiske boxere i et forsøg på at hjælpe med matchmaking af boksere og besluttede derefter at oprette en hjemmeside, der ville gemme resultater og rekordlister over alle boksere. Siden er vokset så meget, at Sheppard er gået heltid siden 2005. I december 2008 kunne 50.000 besøgende på en typisk dag se 700.000 sider med en rekord på 1.300.000 kampe i sin database, der omfatter 17.000 aktive og 345.000 ikke-aktive kæmpere. 

## Organisation
Webstedet er opdateret af frivillige redaktører fra mange lande rundt om i verden. Hver redaktør er tildelt et land eller i nogle tilfælde regioner i lande, og de opbevarer registre for boksere i det pågældende land eller område. BoxRec vurderer også hver aktiv kæmper efter vægtklasse.

## Kommentarer fra boksepersonligheder
På spørgsmålet om, hvor vigtigt BoxRec var for ham, udtalte boksepromotor Lou DiBella: ” "anyone in boxing who says he doesn't use BoxRec is either a complete imbecile or lying" og Bruce Trampler, matchmaker for Top Rank, sagde at ” short of actually being at a fight, they're the best source of information out there”.